# Erlach (Dietramszell)

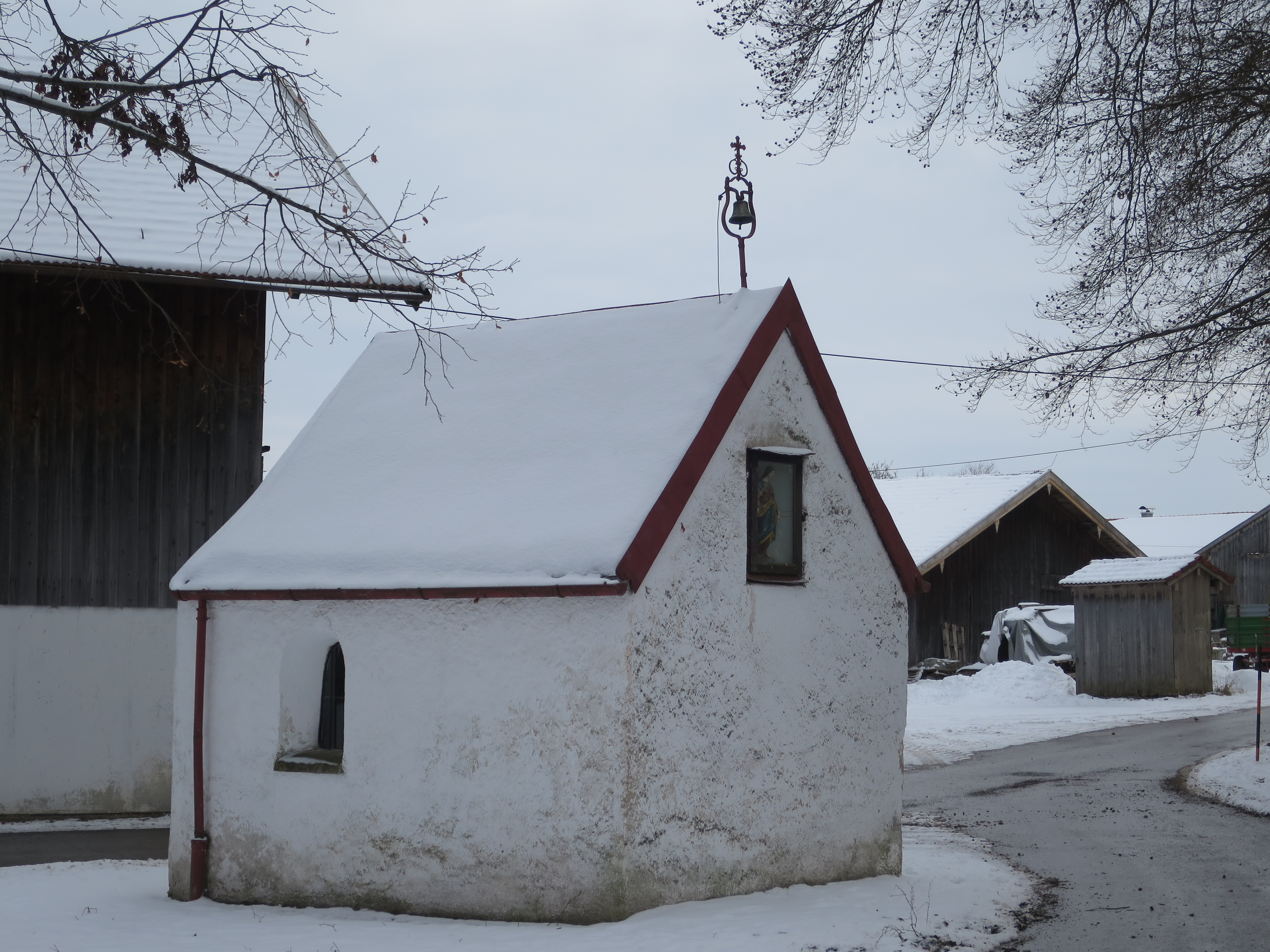
Kapelle

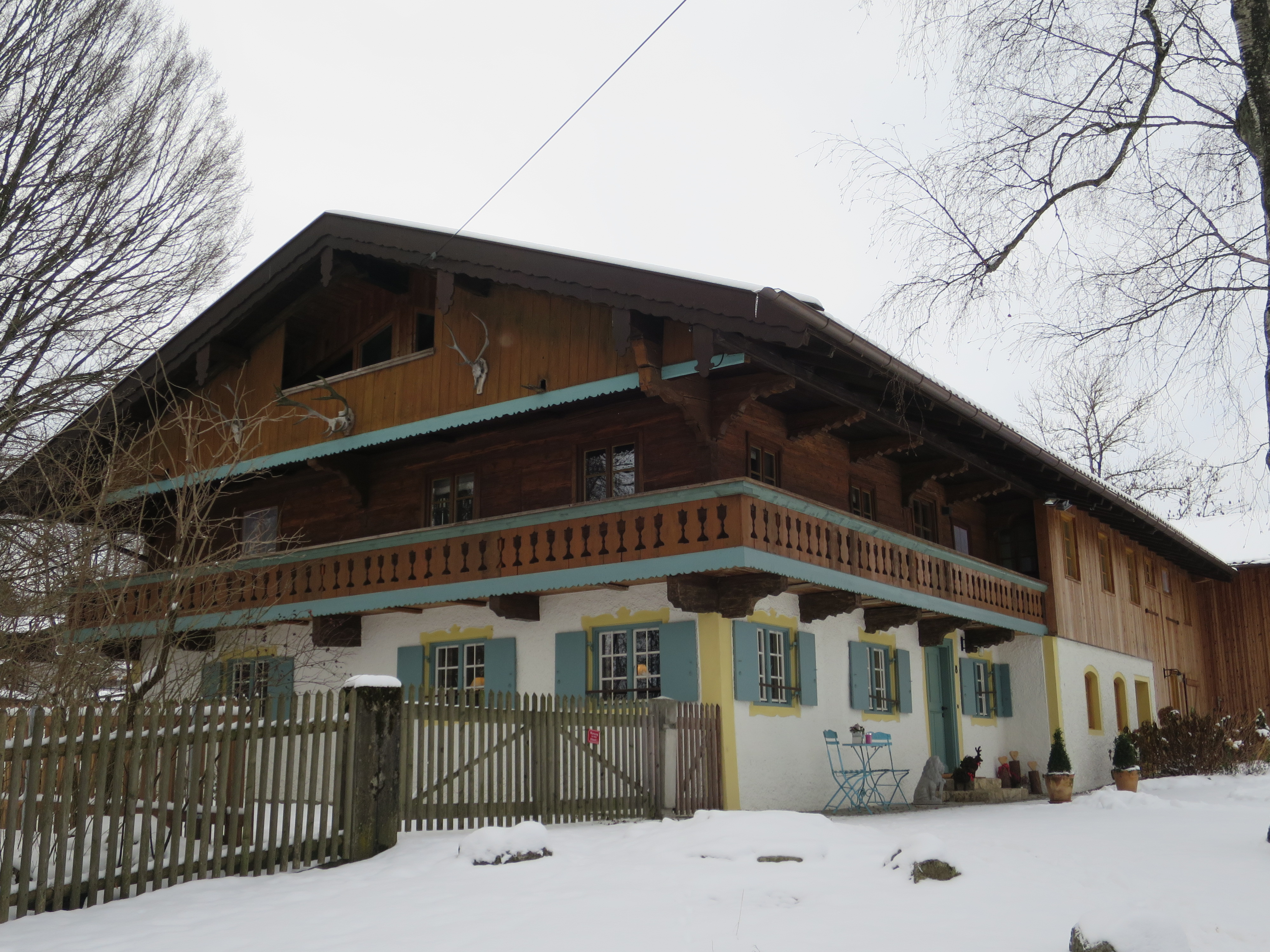
Denkmalgeschütztes Bauernhaus

Erlach ist ein Gemeindeteil von Dietramszell im oberbayerischen Landkreis Bad Tölz-Wolfratshausen.

## Lage
Das Dorf liegt circa fünf Kilometer nördlich von Dietramszell auf 691 m über NHN. Es ist über die Kreisstraße TÖL 9 an das Straßennetz angebunden.

## Einwohner
Im Jahr 1871 wohnten im Dorf 41 Personen, bei der Volkszählung 1987 wurden 108 Einwohner registriert.

## Gebietsreform in Bayern
Der Ort gehörte zur Gemeinde Baiernrain, die sich am 1. Januar 1972 mit Dietramszell, Föggenbeuern, Linden und Manhartshofen zusammenschloss. Als Namen für die neue Gemeinde bestimmte die Bürger-Mehrheit Dietramszell.

## Baudenkmäler
In die amtliche Denkmalliste sind drei Objekte der Ortschaft eingetragen:
- Ehemaliges Bauernhaus, Am Bichl 8, 2. Hälfte 17. Jahrhundert
- Getreidekasten, Jasberger Weg 2, bezeichnet mit 1646
- Kapelle, erbaut in der zweiten Hälfte des 17. Jahrhunderts

Siehe auch: Liste der Baudenkmäler in Erlach